# Östen (Västergötland)
Östen är en sjö i Mariestads kommun, Skövde kommun och Töreboda kommun i Västergötland och ingår i Göta älvs huvudavrinningsområde. Sjön är 1 meter djup, har en yta på 6,71 kvadratkilometer och befinner sig 65 meter över havet. Östen ligger i Östen Natura 2000-område och skyddas av fågeldirektivet. Sjön avvattnas av vattendraget Tidan. Vid provfiske har en stor mängd fiskarter fångats, bland annat abborre, asp, gers och gädda.
Sjön är en grund lerslättssjö med näringsrikt vatten och riklig vegetation. Vattennivån har sänkts flera gånger, första gången 1817, därefter åter på 1850-talet. I början av 1900-talet sänktes Östen på nytt. Detta i kombination med långvarig tillförsel av näringsämnen har lett till igenväxning. 
Östen är känd för sitt rika fågelliv och är viktig för rastande fåglar, och kring sjön finns naturreservaten Östen och Logården. Sjön får sin tillrinning genom åarna Tidan och Ösan.

## Delavrinningsområde
Östen ingår i delavrinningsområde (649461-138995) som SMHI kallar för Utloppet av Östen. Delavrinningsområdets medelhöjd är 73 meter över havet och ytan är 51,19 kvadratkilometer. Räknas de 72 delavrinningsområdena uppströms in blir den ackumulerade arean 1 912,09 kvadratkilometer. Tidan som avvattnar delavrinningsområdets har biflödesordning 2, vilket innebär vattnet flödar genom totalt 2 vattendrag innan det når havet efter 232 kilometer. Delavrinningsområdet består mestadels av skog (15 %) och jordbruk (62 %). Avrinningsområdet har 6,35 kvadratkilometer vattenytor vilket ger det en sjöprocent på 12,4 %. Bebyggelsen i området täcker en yta av 0,58 kvadratkilometer eller 1 % av avrinningsområdet.

## Fisk
Vid provfiske har följande fisk fångats i sjön:
- Abborre
- Asp
- Gärs
- Gädda
- Id
- Karpfisk obestämd
- Löja
- Mört
- Ruda
- Sarv
- Sutare